# Stephan Weil
Stephan Weil (Amburgo, 15 dicembre 1958) è un politico e avvocato tedesco, sindaco di Hannover dal 2006 al 2013 e ministro presidente della Bassa Sassonia dal 2013.

## Biografia
I genitori di Weil provengono dall'Alta Slesia; suo padre era un ingegnere qualificato e sua madre un'economista. Vive ad Hannover dal 1965, dove si è diplomato al Kaiser-Wilhelm-Gymnasium nel 1977.  Nel 1978 ha iniziato gli studi di diritto a Gottinga, che ha completato nel 1983. Nel 1986, dopo aver concluso il tirocinio forense, ha superato il secondo esame di stato in giurisprudenza. Dopo il suo matrimonio nel 1987, Weil ha lavorato come avvocato ad Hannover. Dal 1989 è stato pubblico ministero e giudice presso il Ministero della Giustizia della Bassa Sassonia. Dal 1994 Weil è stato consigliere ministeriale presso il Ministero della Giustizia. Dal 1997 alla fine di ottobre 2006 ha ricoperto la carica di tesoriere comunale di Hannover.
È stato sindaco di Hannover dal 1º novembre 2006 al gennaio del 2013. Leader del Partito Socialdemocratico di Germania (SPD) in Bassa Sassonia, il 19 febbraio 2013 è stato eletto ministro presidente della Bassa Sassonia con i voti di SPD e dei Verdi. Dal 1º novembre 2013 al 31 ottobre 2014 è stato anche presidente del Bundesrat. Nel novembre 2017 è stato nuovamente rieletto ministro presidente con i voti di SPD e CDU.

## Vita privata
Nel 1987, Weil sposò l'esperta di sanità pubblica Rosemarie Kerkow-Weil (nata nel 1954), ex presidente dell'Università Leibniz di Hannover che insegna alla HAWK Hochschule Hildesheim/Holzminden/Göttingen. Hanno un figlio.
Stephan Weil è stato battezzato ed è cresciuto cattolico. Ha lasciato la chiesa all'inizio degli anni '80 a causa della sua posizione sulla contraccezione, ma si descrive ancora come un devoto cristiano e non ha escluso di diventare nuovamente membro della Chiesa cattolica romana. “Non riesco a immaginare una società senza chiesa”, ha detto alla rivista Bunte nel settembre 2022.
Dagli anni 2000 ha più volte preso parte come corridore alle competizioni nell'ambito della Maratona di Hannover ed è tifoso della squadra di calcio Hannover 96.